# 262295 Jeffrich
262295 Jeffrich este un asteroid din centura principală de asteroizi.

## Descriere
262295 Jeffrich este un asteroid din centura principală de asteroizi. A fost descoperit pe 17 septembrie 2006 la Mauna Kea de Joseph Masiero. Asteroidul prezintă o orbită caracterizată de o semiaxă mare de 2,45 ua, o excentricitate de 0,14 și o înclinație de 0,7° în raport cu ecliptica.